# Aeroportul Black Hills
Aeroportul Black Hills (IATA: SPF, ICAO: KSPF, FAA LID: SPF) este un aeroport din Dakota de Sud, Statele Unite ale Americii. Aeroportul a fost tranzitat în 2019 de 28 de pasageri.
Situat la o altitudine de 1.198 m, aeroportul dispune de 3 piste.

## Infrastructură

### Piste
Aeroportul dispune de 3 piste: 
- pista 13/31 din asfalt, cu dimensiunile 6.401 picioare × 75 picioare
- pista 04/22 din Iarbă, cu dimensiunile 1.995 picioare × 120 picioare
- pista 08/26 din Iarbă, cu dimensiunile 4.003 picioare × 100 picioare